# The Joshua Tree
The Joshua Tree är det femte studioalbumet av den irländska rockgruppen U2. Det släpptes den 9 mars 1987, och anses allmänt som ett av bandets bästa album. 
Albumet är producerat av Brian Eno och Daniel Lanois. Fotografiet på albumomslagets baksida är taget av Anton Corbijn och avbildar en Yucca brevifolia i Joshua Tree nationalpark.

## Bakgrund
Under senare delen av åttiotalet dominerades musiken av syntmusik, Michael Jackson, Madonna och typisk discopop. U2 kände sig inte alls hemma i det sällskapet. Vid tiden runt 1986 lät man sig inspireras av blues, R&B och äldre amerikansk musik. De stora händelserna i världen då var svältkatastrofen i Etiopien, inbördeskrigen i El Salvador och Guatemala och Ronald Reagans styre. Allt detta tog U2 med sig in i studion när arbetet med albumet påbörjades. Andra teman på albumet är kärlek, sorg, glädje, öken, vatten och betydelsen av USA som idé och land. "A Musical Journey", som U2 själva nämner i filmen Rattle and Hum. Det sista spåret på skivan, "Mothers of the Disappeared", handlar om den argentinska föreningen Madres de la Plaza de Mayos kamp att finna sina barn som hade bortförts av militärregimen.

## Kuriosa
1999 gjordes en dokumentär om inspelningen av albumet i serien Classic Albums.

## Mottagande
The Joshua Tree låg etta på Billboard 200 i nio veckor och toppade listorna i 22 länder. Det satte rekord som det snabbast säljande albumet någonsin i Storbritannien genom att sälja platina på 28 timmar. Totalt sett har över 25 miljoner exemplar sålts världen över.
Albumet vann två Grammy Award, i kategorierna Album of the Year och Best Rock Performance By a Duo or Group With Vocal. Det hamnade på 26:e plats när tidningen Rolling Stone 2003 rankade The 500 Greatest Albums of All Time.

## Nyutgåva 2007
Den 3 december 2007 (20 november i USA) gavs en nyutgåva ut av albumet i fyra olika format:
- Standard CD: Remastrat ljud och något förlängd speltid på vissa spår.
- Deluxe: Se ovan plus en bonus-CD med b-sidor och tidigare outgivet material. En 36-sidig bok med bland annat en essä av The Edge, opublicerade foton av Anton Corbijn och handskrivna låttexter av Bono.
- Super deluxe box set: se ovan, plus en DVD med en konsert från Paris 1987 under Joshua Tree Tour. Dokumentären Outside It's America och två ej tidigare visade musikvideor. En 56-sidig bok med text av bland annat Bono, Adam Clayton, Brian Eno, Daniel Lanois, och Anton Corbijn, en essä av The Edge, foton av Anton Corbijn och handskrivna låttexter av Bono. En mapp med fem foton på U2 från 1986-1987 tagna av Anton Corbijn.
- Vinyl: Originalalbumet remastrat på LP.

## Låtlista
All musik skriven av U2, texter av Bono.
1. "Where the Streets Have No Name" - 5:37
2. "I Still Haven't Found What I'm Looking For" - 4:38
3. "With or Without You" - 4:56
4. "Bullet the Blue Sky" - 4:32
5. "Running to Stand Still" - 4:17
6. "Red Hill Mining Town" - 4:53
7. "In God's Country" - 2:57
8. "Trip Through Your Wires" - 3:32
9. "One Tree Hill" - 5:23
10. "Exit" - 4:13
11. "Mothers of the Disappeared" - 5:11